# ジャマイカの政治
ジャマイカの政治（ジャマイカのせいじ）は、議院内閣制、間接民主制、君主制の枠組みで行われる。ジャマイカはイギリス連邦加盟国であるため、二大政党連立の合同委員会によって1962年に設立された憲法によって、イギリスをベースにしたウェストミンスター・システムと呼ばれる統治系統が採用されている。

## 政体

### 国家元首と総督
ジャマイカの国家元首として、チャールズ3世が、総督を任命する。総督の役割は主に形式的なものである。

### 首相と内閣
総督は、下院 (House of Representatives) の選挙によって選ばれた与党の党首を首相に任命する。首相の任期は5年と定められている。首相は、上院 (Senate) と下院の議員から閣僚を指名し、総督がこれを任命する。

### 国会
上院と下院の両院制。下院の60名は選挙によって決められる。上院の21名は、与党党首（首相）が13名、野党党首が8名を推薦する。下院議員の任期は5年、ただし国会の解散もある。

### 政党
主に人民国家党 (PNP) とジャマイカ労働党 (JLP) があり、革新二大政党制である。それぞれ社会主義を掲げている。ジャマイカ労働党はバスタマンテ産業労働組合 (BITU) を、人民国家党は国家労働者組合 (NWU) をそれぞれ基盤としている。1980年代までは、PNPとJLPがほぼ交互に政権を担当していた。

### 地方行政
14の行政教区 (Parish) がそれぞれ議会を有する（ただし、キングストン及びセント・アンドリュー教区で1議会）。各教区の議会議員は5年ごとの直接選挙によって選出される。

## 現状
ジャマイカの体制は安定しているが、国の重大な経済問題は社会問題を悪化させて、政治の討論の対象になった。1999年で15.7%という高い失業率や、増加し続ける負債は最も重大な経済問題だ。都市部、特に首都キングストンに失業者が移動し、コカインやガンジャ（大麻）などの麻薬の使用と交通の増加に伴い、凶悪犯罪が後を絶たない。
キングストンの一部や、他の都市のいくつかのスラム街は、「ドン」と呼ばれるギャングのリーダーが支配している。彼らギャングは、政党の指導者とのつながりから力を持つようになり、さらに1980年代と1990年代には、南米から北米、ヨーロッパに輸出されるコカインの積み替え、ジャマイカ産のマリファナの輸出を行うことで力をつけた。多くのギャングが、国の一機関と、そして、コカインとマリファナの流れを当然ながら減少させたがっているアメリカ合衆国政府からの保護を得るために、現在でも政党とのつながりを維持し続けている。

## 現在の政治勢力
2002年の総選挙では、人民国家党が全60議席中34議席（ジャマイカ労働党は26議席）を獲得してかろうじて勝利。4期連続して政権を担当することとなる。
2003年6月に地方選挙が実施され、野党のJLPが10の教区とキングストン及びセント・アンドリュー教区で過半数の当選者を輩出し、これらの教区の政治を掌握することとなった。与党が地方選挙で敗北したのは独立以来2度目。
2005年、野党JLPの指導者エドワード・シアガ（1974年から党首）は、辞意を表明。 ブルース・ゴールディングが後任に就く。ゴールディングは1980年代にシアガ内閣で大臣を務めた人物だが、1995年、JLPと分かれて国民民主運動 (NDM) を創設し、そしてまたJLPに戻ってきた。
2006年5月、ポーシャ・シンプソン＝ミラーがジャマイカの第7代首相になる。彼女はジャマイカの歴史の中で最初の女性首相となった。
2007年9月の総選挙でジャマイカ労働党が60議席中33議席を獲得し、ブルース・ゴールディング党首が首相に就任した。